# Primera División de Chile 1966
Primera División de Chile 1966 var den chilenska högstaligan i fotboll för herrar för säsongen 1966, som slutade med att Universidad Católica vann för fjärde gången.

## Kvalificering för internationella turneringar
- Copa Libertadores 1967
  - Vinnaren av Primera División: Universidad Católica
  - Tvåan i Primera División: Colo-Colo

## Sluttabell
| Plac. | Lag                  | S  | V  | O  | F  | GM | IM | MSK | Poäng |
| ----- | -------------------- | -- | -- | -- | -- | -- | -- | --- | ----- |
| 1     | Universidad Católica | 34 | 20 | 8  | 6  | 70 | 34 | 36  | 48    |
| 2     | Colo-Colo            | 34 | 17 | 10 | 7  | 63 | 42 | 21  | 44    |
| 3     | Santiago Wanderers   | 34 | 16 | 11 | 7  | 46 | 33 | 13  | 43    |
| 4     | Universidad de Chile | 34 | 18 | 6  | 10 | 79 | 49 | 30  | 42    |
| 5     | Palestino            | 34 | 14 | 10 | 10 | 52 | 40 | 12  | 38    |
| 6     | Magallanes           | 34 | 14 | 10 | 10 | 46 | 48 | -2  | 38    |
| 7     | Deportes La Serena   | 34 | 12 | 12 | 10 | 46 | 42 | 4   | 36    |
| 8     | Green Cross-Temuco   | 34 | 12 | 11 | 11 | 64 | 52 | 12  | 35    |
| 9     | O'Higgins            | 34 | 12 | 11 | 11 | 43 | 48 | -5  | 35    |
| 10    | Unión La Calera      | 34 | 12 | 7  | 15 | 45 | 60 | -15 | 31    |
| 11    | Rangers              | 34 | 10 | 10 | 14 | 65 | 65 | 0   | 30    |
| 12    | Audax Italiano       | 34 | 9  | 12 | 13 | 52 | 56 | -4  | 30    |
| 13    | Everton              | 34 | 12 | 6  | 16 | 47 | 57 | -10 | 30    |
| 14    | Unión San Felipe     | 34 | 11 | 7  | 16 | 57 | 65 | -8  | 29    |
| 15    | Unión Española       | 34 | 9  | 10 | 15 | 37 | 46 | -9  | 28    |
| 16    | San Luis             | 34 | 8  | 12 | 14 | 35 | 49 | -14 | 28    |
| 17    | Santiago Morning     | 34 | 8  | 8  | 18 | 41 | 69 | -28 | 24    |
| 18    | Ferrobádminton       | 34 | 8  | 7  | 19 | 45 | 78 | -33 | 23    |

| Primera División Vinnare av Primera División 1966 |
| ------------------------------------------------- |
| Chile                                             |
| Universidad Católica 4:e titeln                   |